# نورت استار (ویسکانسین)
نورت استار (به انگلیسی: North Star) یک منطقهٔ مسکونی در ایالات متحده آمریکا است که در شهرستان پورتیج، ویسکانسین واقع شده‌است. نورت استار ۳۷۰٫۰۳ متر بالاتر از سطح دریا واقع شده‌است.